# صندلی پله

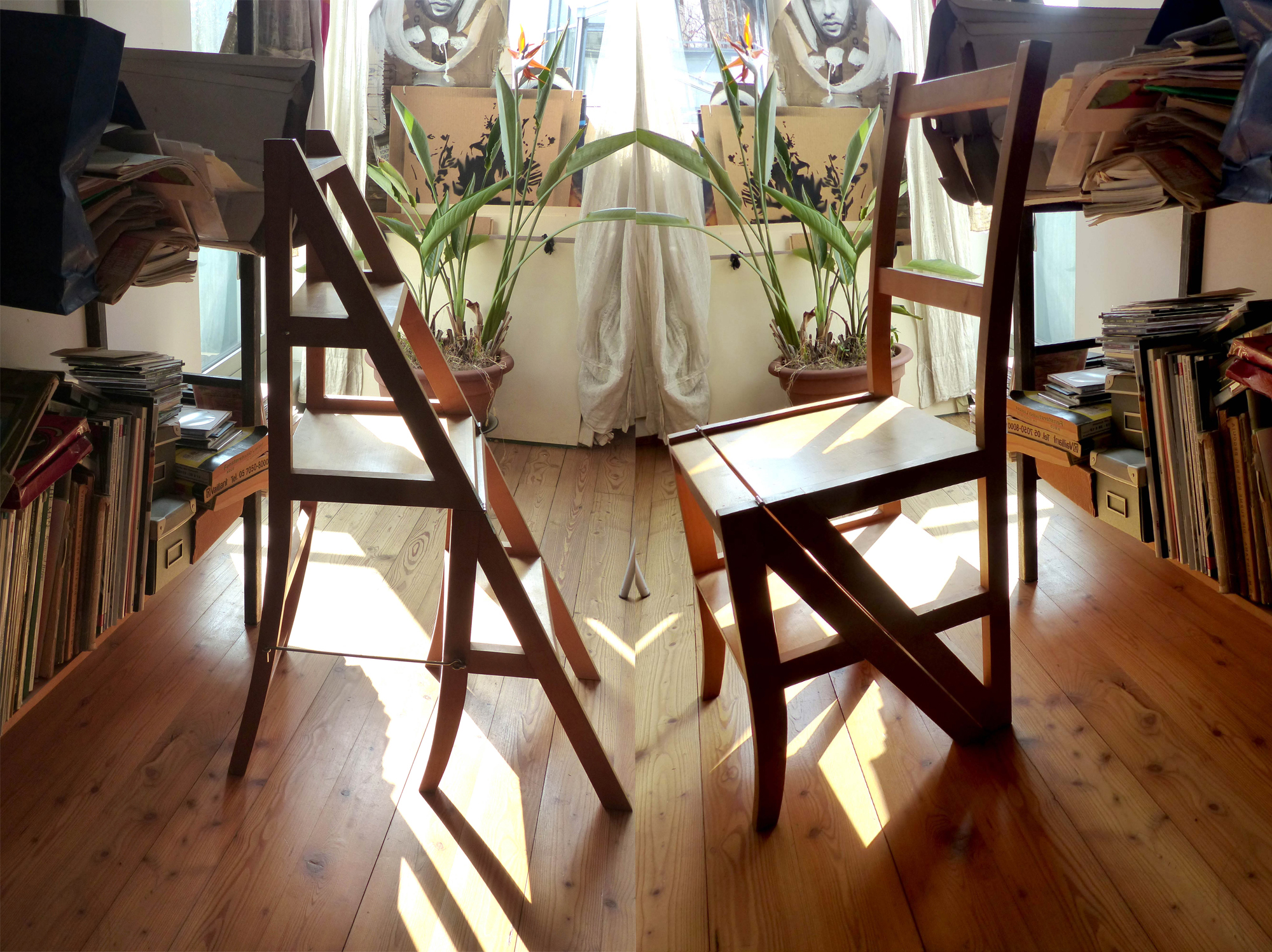
عکس ترکیب‌بندی شده از صندلی پله، از نوع متداول برش-جانبی-مورب. صندلی رو به یک جهت نشان داده می‌شود، یک بار به صورت یک صندلی تا شده و یک بار به صورت مجموعه‌ای از پله‌ها تا می‌شود، به طوری که قسمت بالای پشتی صندلی با زمین تماس پیدا می‌کند

صندلی پله (به انگلیسی: Step Chair) همچنین به نام صندلی نردبان، صندلی کتابخانه، صندلی قابل‌تبدیل یا صندلی فرانکلین نیز نامیده می‌شود، قطعه‌ای از مبلمان است که تا می‌شود تا به یک صندلی یا مجموعۀ کوچکی از پله‌ها یا پلکان‌ها تبدیل شود. ساخت این نوع صندلی (معمولاً به سبک برش-جانبی-مورب) یکی از پروژه‌های کاردستی محبوب است.
گاهی اوقات ادعا می‌شود که این صندلی‌ها توسط بنجامین فرانکلین طراحی شده‌ است. خود فرانکلین ترجیح می‌داد روی صندلی پله‌ که برای کتابخانۀ خود طراحی کرده بود بنشیند. این صندلی به روشی کمی متفاوت از صندلی معمول پله‌، یعنی با برش-جانبی-مورب تا می‌شد؛ صندلی به سمت بالا می‌چرخید، روی پشتی صندلی تکیه می‌داد و سه پله را تشکیل می‌داد، یکی قبلاً در زیر و موازی صندلی پنهان شده بود، و دو مورد به صورت عمودی در امتداد لبۀ جلویی و خط وسط صندلی متصل می‌شدند.
فرم متفاوت دیگری از این صندلی دارای جایگاه سومی است که در آن پشتی صندلی به میز اتو تبدیل می‌شود. این طرح در دههٔ ۱۷۰۰ میلادی رایج بود، اما در دههٔ ۱۹۹۰ میلادی دوباره احیاء شد. این صندلی برای آپارتمان‌های کوچک مناسب توصیف شده‌ است. طراحی آن گاهی به توماس جفرسون نیز نسبت داده می‌شود و بنابراین صندلی جفرسون هم نامیده می‌شود. این نوع همچنین به عنوان صندلی سه-در-یک، صندلی کارشناسی یا صندلی اونیت نیز شناخته می‌شود.

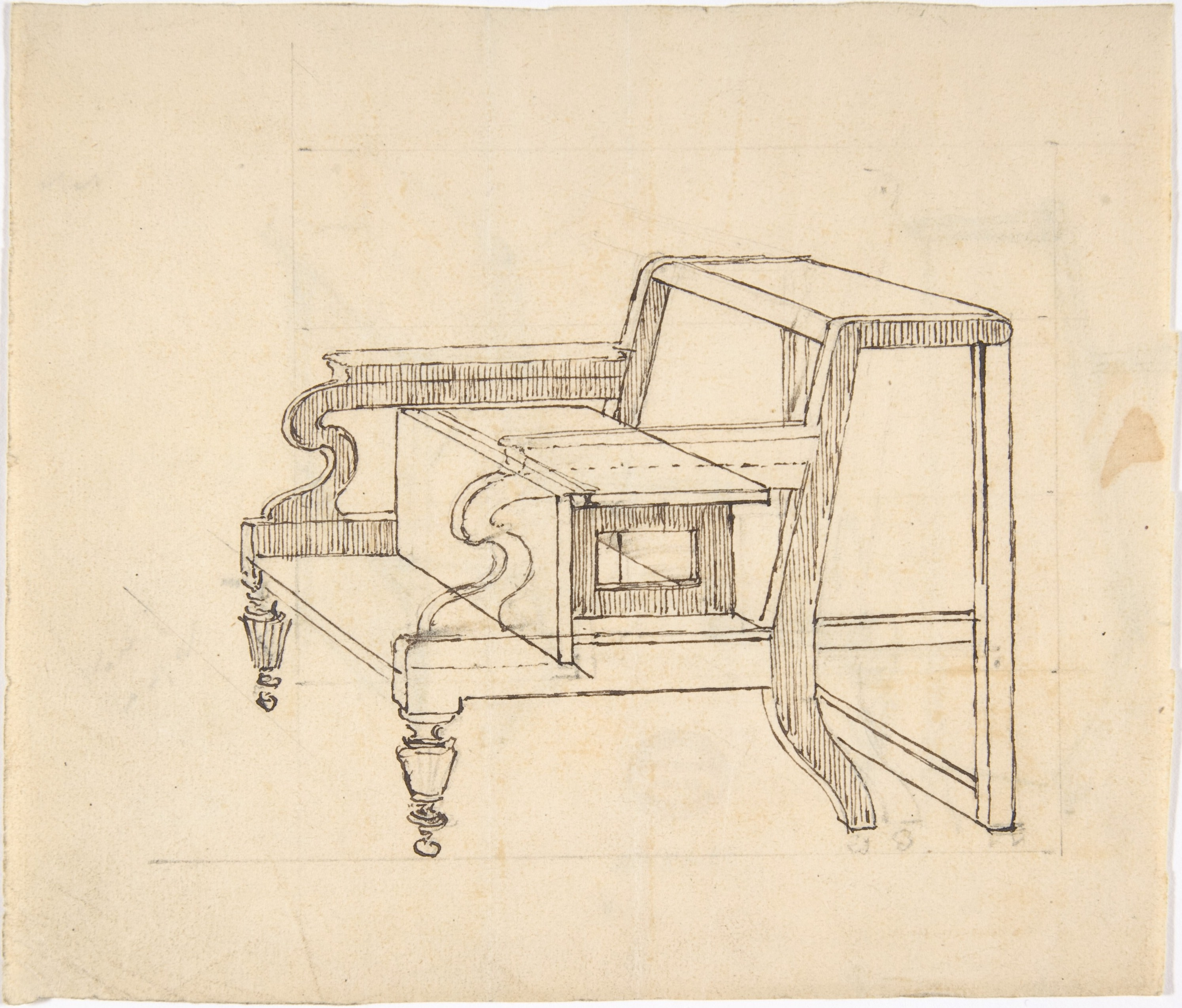
نوعی صندلی پله که در آن صندلی تا می شود تا سطح بالایی و کناری یک پلۀ اضافی را تشکیل دهد و یک تکیه‌گاه در زیر آن می‌لغزد